# Генслер, Карл Фридрих
Карл Фридрих Генслер (нем. Karl Friedrich Hensler; 1 февраля 1759, Файинген-ан-дер-Энц, Баден-Вюртемберг — 24 ноября 1825, Вена, Австрийская империя) — немецкий писатель

, драматург, актёр, театральный деятель.

## Биография
Родился в семье врача герцога Вюртемберга. Учился в Гёттингенском университете. С 1784 года жил в Вене.
В мае 1785 года его пьеса «Der Soldat von Cherson» была впервые поставлена на сцене Театра в Леопольдштадте (Вена). После успеха автор создал ещё несколько пьес в том числе «Das Donauweibchen», «Die Nymphe der Donau» и «Die Teufelsmühle am Wienerberg».
Сотрудничал с театром Ауф дер Виден.
В 1803 году арендовал венский театр Леопольдштадт и управлял им до 1813 года, позже был директором основанного им же Йозефштатского театра в Вене. В 1817 году принял Ауф дер Виден в Вене, а в следующем году — театры в Прессбурге (современная Братислава) и Бадене. В Вене перестроил Театр в Йозефштадте.
Автор около 200 различных театральных пьес, из которых очень известны: «Das Donauweibchen», «Das Petermännchen» и «Die Teufelsmühle am Wienerberg».